# Jan van de Graaff

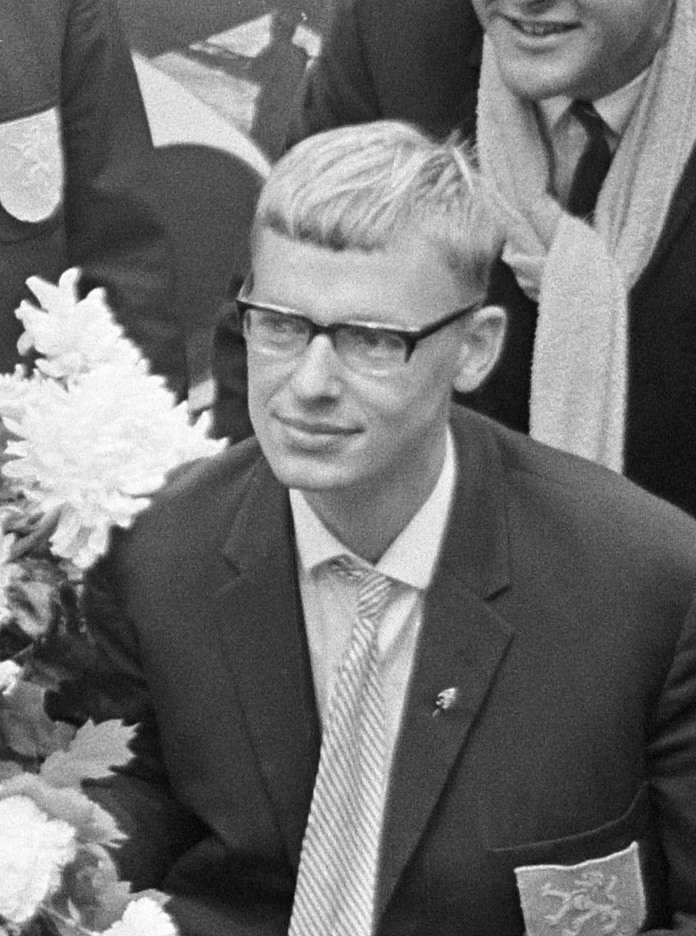
Jan van de Graaff 1966 bei der Rückkehr von den Ruder-Weltmeisterschaften

Jan van de Graaff (* 24. September 1944 in Hengelo) ist ein ehemaliger niederländischer Ruderer. 
Der 1,93 m große Jan van de Graaff vom Ruderverein D.S.R.V. Laga in Delft gewann bei den Olympischen Spielen 1964 die Bronzemedaille im Vierer mit Steuermann hinter den Booten aus Deutschland und Italien. Im Boot saßen neben dem 1938 geborenen Steuermann Marius Klumperbeek mit Alex Mullink, Robert van de Graaf und Frederik van de Graaff ausschließlich 1944 geborene Ruderer.
Zwei Jahre später trat Jan van de Graaff mit Hadriaan van Nes und Steuermann Poul de Haan im Zweier mit Steuermann an. Bei den Weltmeisterschaften 1966 in Bled gewannen die drei Niederländer den Titel vor den Booten aus Frankreich und Italien.